# Egerlövő
Egerlövő este un sat în districtul Mezőkövesd, județul Borsod-Abaúj-Zemplén, Ungaria, având o populație de 558 de locuitori (2011). 

## Demografie
Componența etnică a satului Egerlövő
     Maghiari (94,67%)
     Romi (2,56%)
     Necunoscut (1,18%)
     Alții (1,58%)
Componența confesională a satului Egerlövő
     Reformați (49,82%)
     Fără religie (8,6%)
     Necunoscută (41,58%)
     Alte religii (1,79%)
Conform recensământului din 2011, satul Egerlövő avea 558 de locuitori. Din punct de vedere etnic, majoritatea locuitorilor (94,67%) erau maghiari, cu o minoritate de romi (2,56%). Apartenența etnică nu este cunoscută în cazul a 1,18% din locuitori. Nu există o religie majoritară, locuitorii fiind reformați (49,82%) și persoane fără religie (8,6%). Pentru 41,58% din locuitori nu este cunoscută apartenența confesională.